# فارینوگراف

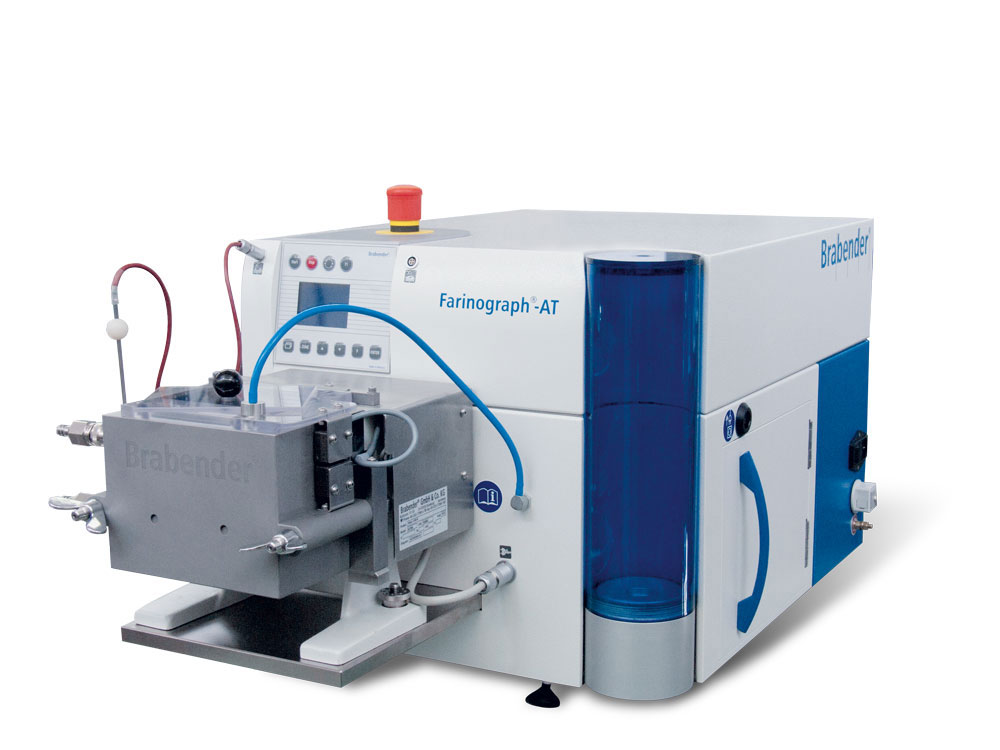
فارینوگراف برابندر

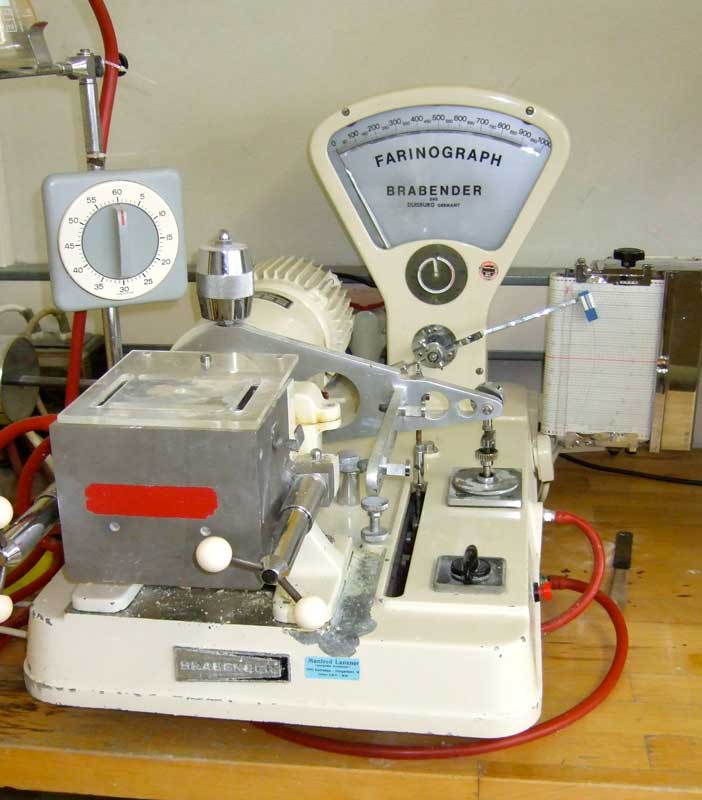
فارینوگراف مکانیکی

در پخت نان، فارینوگراف خواص خاص آرد را اندازه‌گیری می‌کند. اولین بار این دستگاه در سال ۱۹۲۸ توسعه و راه اندازی شد فارینوگراف ابزاری است که برای اندازه‌گیری تنش برشی و ویسکوزیته مخلوط آرد و آب استفاده می‌شود. واحدهای اولیه فارینوگراف واحدهای برابندر بودند که یک واحد دلخواه برای اندازه‌گیری ویسکوزیته سیال است.
یک نانوا می‌تواند محصولات نهایی را با استفاده از نتایج فارینوگرافی برای تعیین موارد زیر فرموله کند:
- جذب آب
- ویسکوزیته خمیر، از جمله حداکثر نسبت آب به گلوتن قبل از تجزیه گلوتن
- حداکثر زمان اختلاط برای رسیدن به نسبت آب/گلوتن مد نظر
- پایداری آرد تحت اختلاط
- تحمل گلوتن آرد